# Isthmus von Kra

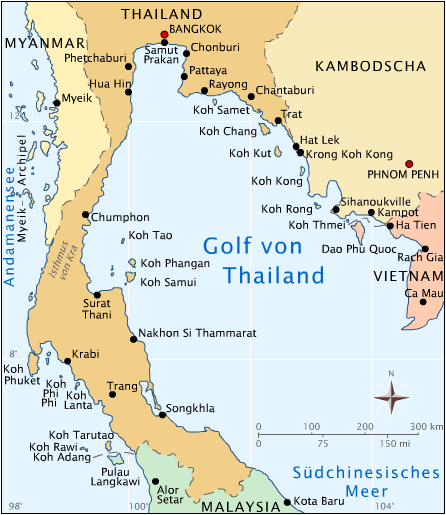
Golf von Thailand und Isthmus von Kra

Der Isthmus von Kra ist die Landenge, die die malaiische Halbinsel mit dem asiatischen Kontinent verbindet. An ihrer engsten Stelle zwischen Kra Buri und Chumphon beträgt der Küstenabstand zwischen der Andamanensee und dem Golf von Thailand lediglich 44 km. Der größte Teil der Landenge gehört zu Thailand, westlich und nördlich der engsten Stelle befindet sich Myanmar.

## Kra-Kanal
Da der Schifffahrtsweg um die malaiische Halbinsel durch einen Kanal an der Landenge deutlich verkürzt würde, gab es bereits im 17. Jahrhundert Pläne, einen Kra-Kanal oder Thai-Kanal zu bauen. Wegen der immensen Kosten und auch wegen der zu erwartenden Umweltprobleme ist es bislang bei Plänen geblieben, in der Nähe der engsten Stelle oder etwas weiter südlich zwischen Surat Thani und Phang-nga diesen Kanal zu bauen. Nach einem Zeitungsbericht aus Asien sollen Thailand und China am 15. Mai 2015 ein Memorandum of Understanding unterzeichnet haben, das die gemeinsame Planung und den Bau eines solchen Kanals vorsieht.
Die Kanal-Pläne sind auch ein geostrategisches Politikum: Die immense Bedeutung der Häfen in Singapur beruht darauf, dass der Schiffsverkehr die malaiische Halbinsel umfahren muss. Ein schiffbarer Kanal im Isthmus von Kra würde diese Bedeutung erheblich mindern. So ist Singapur gegen den Bau des Kanals. Hingegen würde China von dem Kanal profitieren; denn je nach Quelle gehen etwa 60 % seiner Ölimporte und ein Großteil seiner Warenexporte nach Europa durch die Straße von Malakka und die Straße von Singapur um Malaysia herum.